# Phú Thiện (huyện)
Phú Thiện là một huyện cũ nằm ở phía nam tỉnh Gia Lai, vùng Tây Nguyên, Việt Nam.

## Địa lý
Huyện Phú Thiện nằm ở phía nam của tỉnh Gia Lai, toàn bộ diện tích của huyện nằm gọn trong lòng chảo nơi có con sông Ayun bắt nguồn từ cao nguyên Kon Tum chảy qua, có vị trí địa lý:
- Phía đông và phía bắc giáp huyện Ia Pa
- Phía tây giáp huyện Chư Pưh và huyện Chư Sê
- Phía nam giáp thị xã Ayun Pa và huyện Ea H'leo, tỉnh Đắk Lắk.

Huyện Phú Thiện có diện tích 505,8 km² và dân số năm 2021 là 81.279 người.

## Hành chính
Huyện Phú Thiện có 10 đơn vị hành chính cấp xã trực thuộc, bao gồm  thị trấn Phú Thiện (huyện lỵ) và 9 xã: Ayun Hạ, Chrôh Pơnan, Chư A Thai, Ia Ake, Ia Hiao, Ia Piar, Ia Peng, Ia Sol, Ia Yeng.

## Lịch sử
Trước đây, Phú Thiện là một địa danh được đặt cho một thị trấn thuộc huyện Ayun Pa, nằm ở vị trí đông nam tỉnh Gia Lai, trên đường Quốc lộ 7 (nay là Quốc lộ 25) nối từ thị trấn Chư Sê (huyện Chư Sê) đi thành phố Tuy Hòa (tỉnh Phú Yên).
Ngày 30 tháng 3 năm 2007, huyện Ayun Pa chia tách thành thị xã Ayun Pa và huyện Phú Thiện. Trong đó huyện Ayun Pa còn lại 1 thị trấn và 9 xã, và huyện Ayun Pa được đổi tên thành huyện Phú Thiện.
Sau khi thành lập thị xã Ayun Pa, huyện có 50.191 ha diện tích tự nhiên và 64.558 nhân khẩu với 10 đơn vị hành chính trực thuộc, gồm 1 thị trấn và 9 xã.